# МЦ 6
МЦ 6 — советское штучное двуствольное спортивное-охотничье ружьё.

## История
Ружьё МЦ 6 было разработано ЦКИБ СОО и использовалось советскими спортсменами в соревнованиях международного класса (в том числе, в чемпионатах мира по стрельбе и Олимпийских играх), а также продавалось в качестве гражданского охотничьего оружия, в том числе - на экспорт (в частности, в США).
В 1950 году выпускалось серийно, в дальнейшем, до окончания производства выпускалось штучно и мелкими сериями, по отдельным заказам.
На проходивших с 19 июля по 3 августа 1952 года в Хельсинки XV Летних Олимпийских играх команда СССР была вооружена ружьями МЦ-6.
Победивший на проходивших 20-26 июля 1980 года соревнованиях по стендовой стрельбе летней Олимпиады 1980 года датский спортсмен Ханс-Челдь Расмуссен стрелял из советского ружья МЦ-6.

## Описание
Оружие представляет собой двуствольное охотничье ружьё с вертикальным расположением стволов. Стволы изготовлены из оружейной стали 50А и запрессованы в колодку (изготовленную из стали СТ-45).
Блок стволов отъёмный, цевьё неотъемное (закреплено на стволах винтами). Стволы соединены со ствольной коробкой посредством ствольной муфты, шарниром и защёлкой, а запираются рамкой, входящей в паз подствольного крюка. Рычаг отпирания стволов находится сверху.
Коробка всех модификаций МЦ 6 изготавливалась из лёгкого сплава.
Ударно-спусковой механизм с внутренними курками смонтирован на отдельном основании. 
Ложа пистолетная или прямая с выступом под щёку или без него, из лакированного ореха.
МЦ 6 спроектировано для стрельбы патронами в бумажных или металлических гильзах, однако из него также возможна стрельба патронами в пластмассовых гильзах.

## Варианты и модификации
- МЦ 6-0, МЦ 6-00 и МЦ 6-03 — спортивные ружья с одним спусковым крючком для стрельбы на круглом и траншейном стенде, с длиной стволов 675 мм и 750 мм, масса от 3,4 до 3,6 кг.[2]
- МЦ 6-12 — охотничье ружьё 12-го калибра с двумя спусковыми крючками и длиной стволов 750 мм[2], масса 3,25 — 3,5 кг[6]
- МЦ 6-16 — охотничье ружьё 16-го калибра с двумя спусковыми крючками и длиной стволов 750 мм, масса 3,0 — 3,25 кг[6]
- МЦ 6-20 — охотничье ружьё 20-го калибра с двумя спусковыми крючками и длиной стволов 750 мм, масса 2,75 — 3,0 кг[6]
- МЦ 106 — модель, разработанная на основе конструкции МЦ-6 и заменившая её в производстве.